# Efemerofyt
Een efemere plant of efemerofyt is een exoot die niet is ingeburgerd. Efemere planten kunnen hun volledige levenscyclus niet voltooien of zich op meer dan één plaats gedurende een reeks van jaren handhaven zonder directe hulp van de mens, bijvoorbeeld niet-winterharde planten.

Efemerofyten
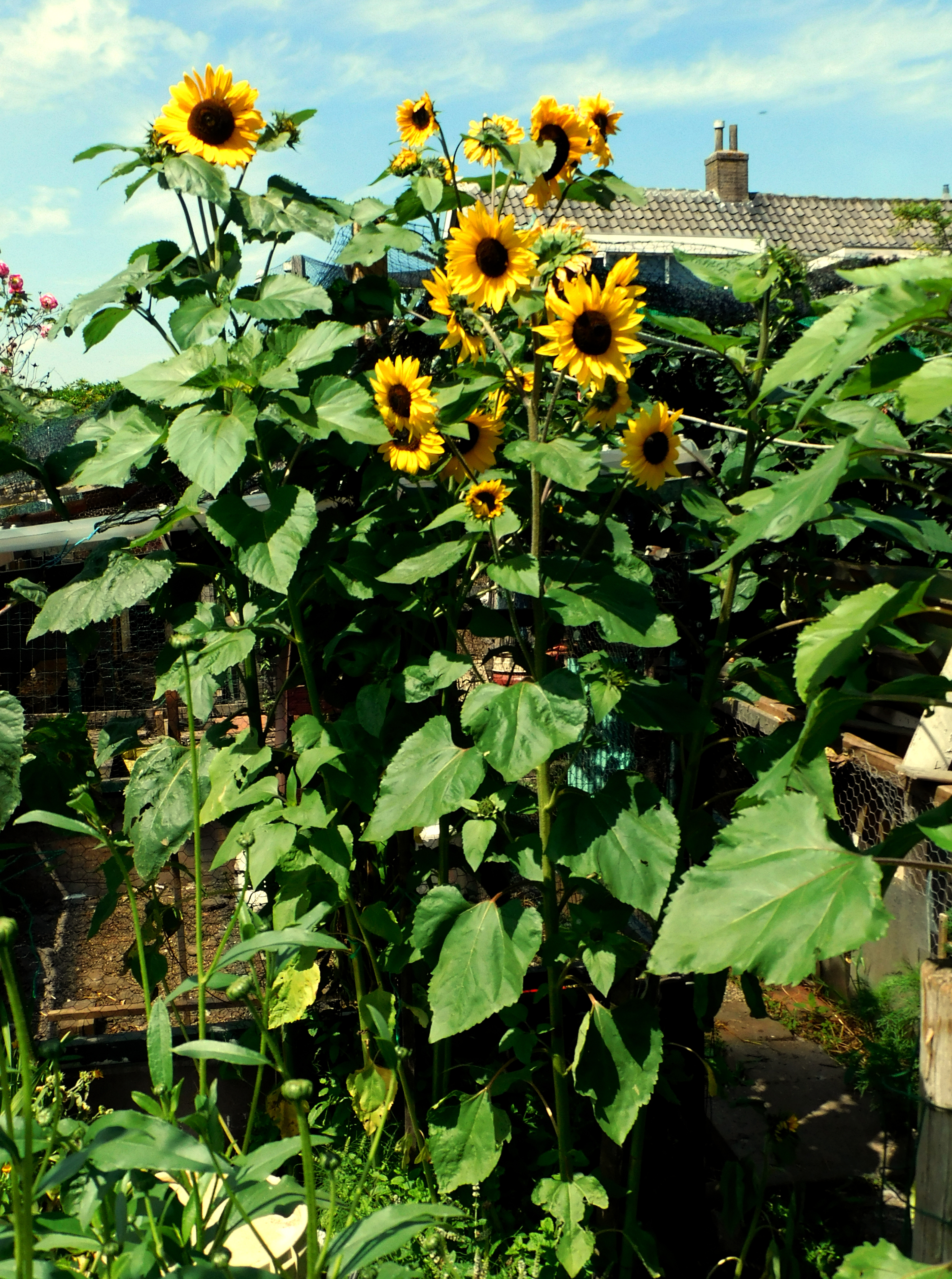
Zonnebloem
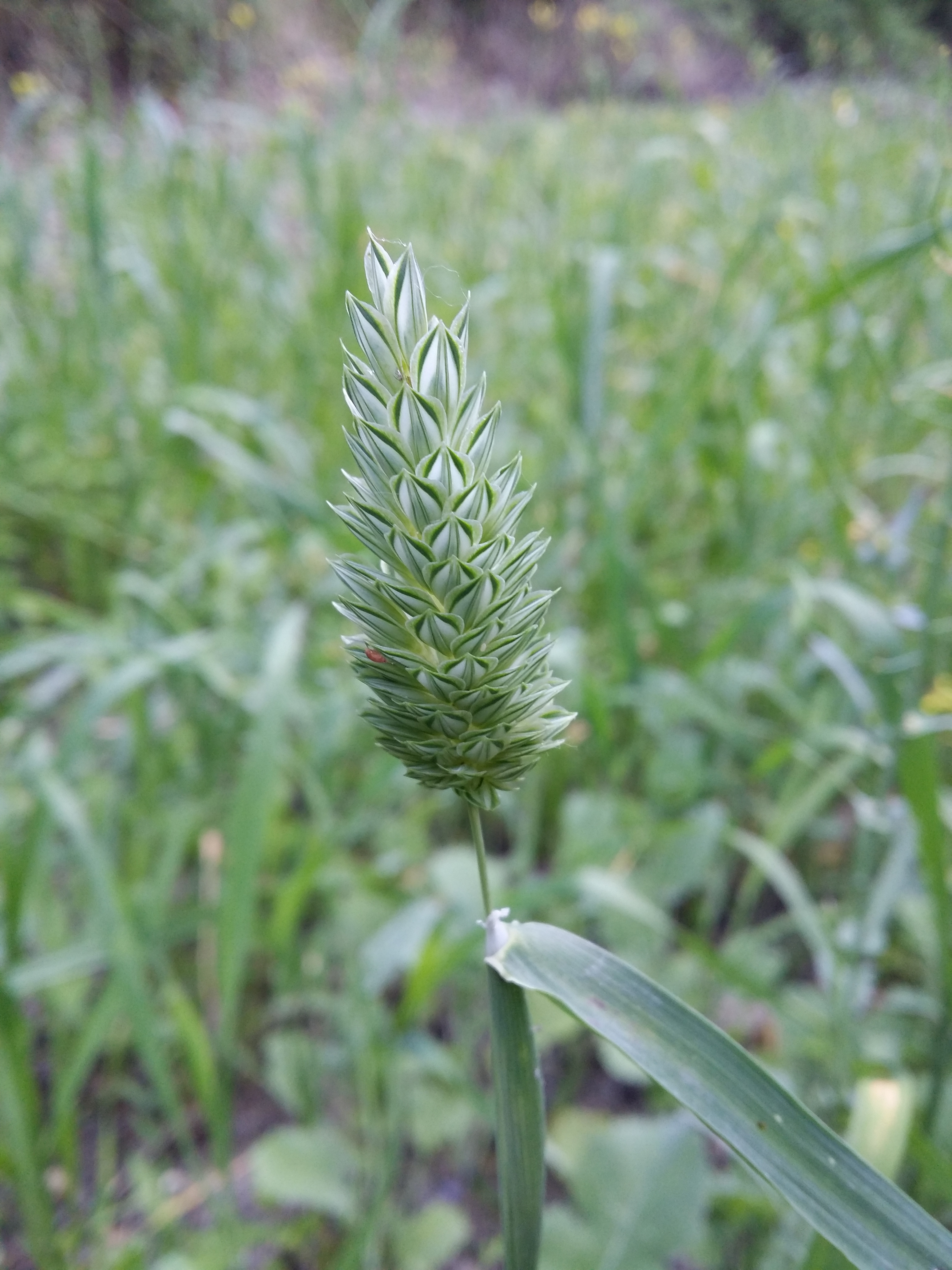
Kanariezaad
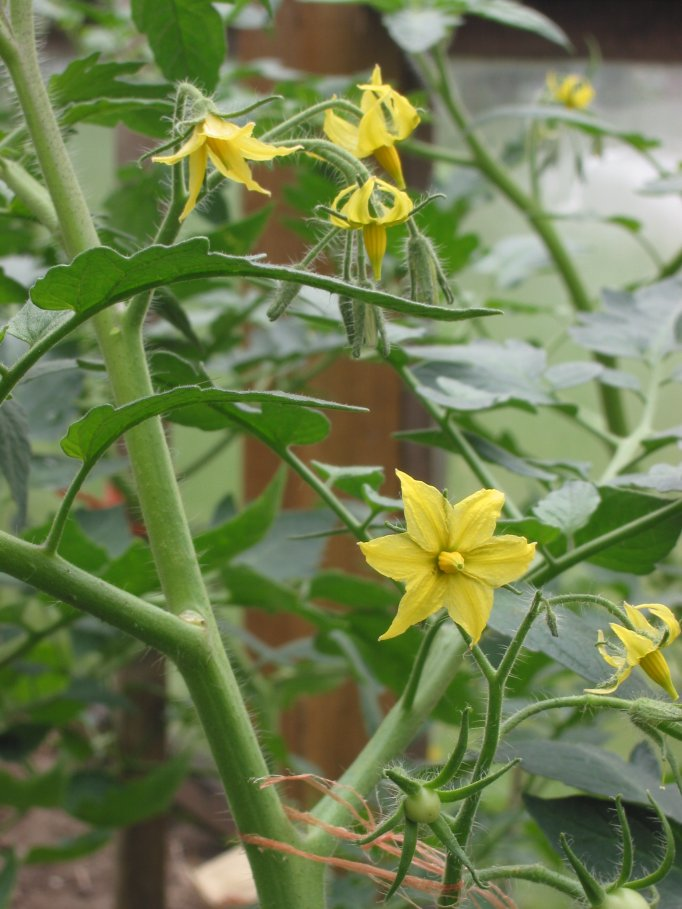
Tomaat
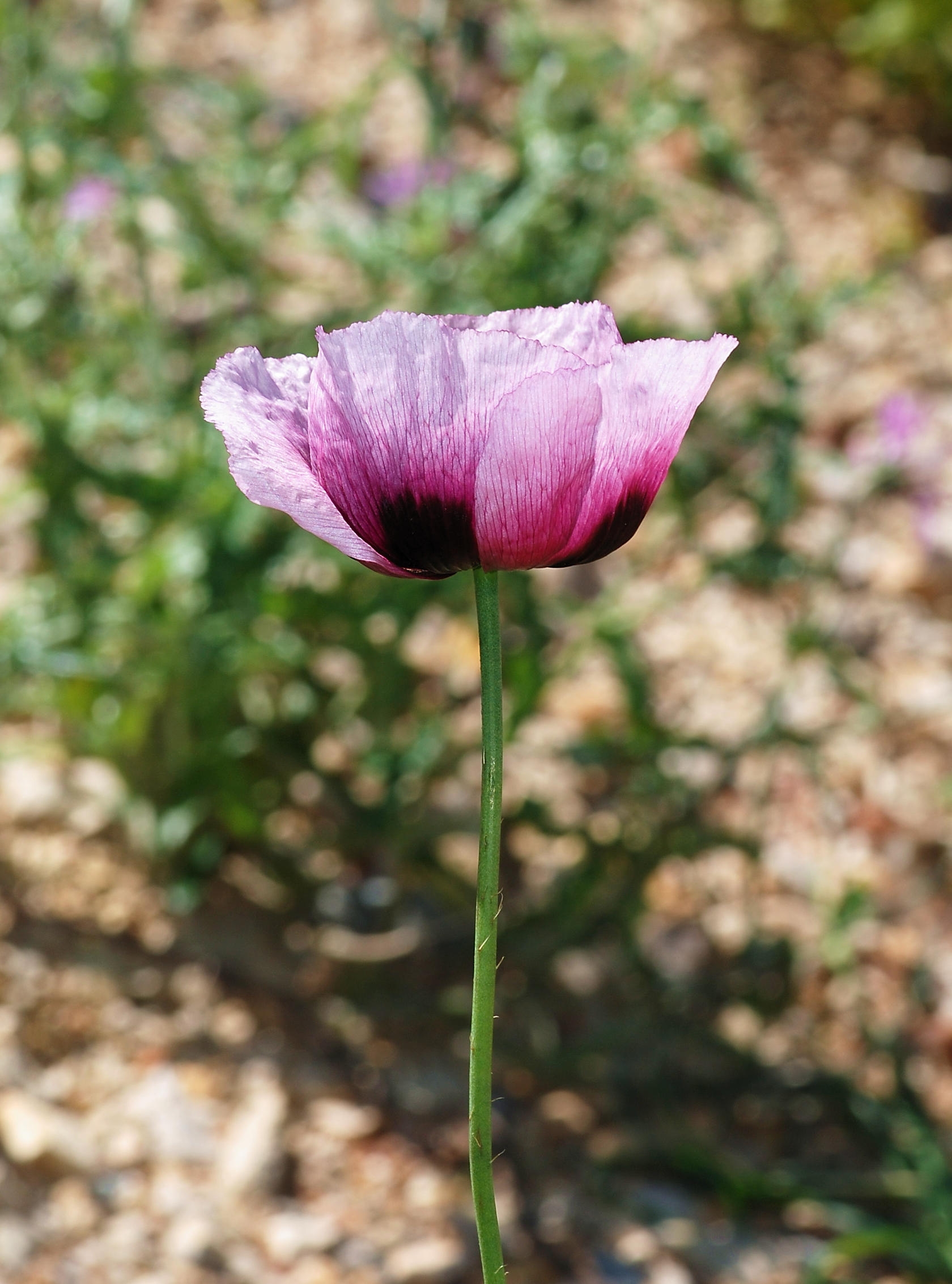
Slaapbol

Voorbeelden van efemere planten zijn: zonnebloem (Helianthus annuus), slaapbol (Papaver somniferum), kanariezaad (Phalaris canariensis), tomaat (Solanum lycopersicum) en woladventieven of pothoofdplanten.
De term efemeer wordt ook gebruikt voor bloemen, die zeer kort, bijvoorbeeld hoogstens een dag bloeien.